# إمارة آل علي
آل علي: أسرة حاكمة في منطقة حائل (شمال وسط الجزيرة العربية)، تنتمي إلى الجعفر من عبده من قبيلة شمر ، حيث بدأ حُكم هذه الأسرة في 905 هـ.

## الأصول وبداية الحكم
تنتمي أسرة آل علي إلى الجعفر من عبدة من قبيلة شمر، وموطنهم الأصلي مدينة حائل، ولا يُعرف الكثير عن تفاصيل وصول الحكم إليهم، إلا أن الرواية الشعبية تذكر أن الإمارة وصلت إليهم بشكل وراثي من أجدادهم «عبدة» الذين وصلوا المنطقة في القرن 10 هـ/ القرن 16 م، في فترة حكم الأمير بهيج بن ذيبان الزبيدي وقومه العبيد من سنبس وحلفائهم من قبيلة بني لام الطائية، وكانت عاصمته (عقدة)، فاندلعت حرب عبدة -انضمت إليها قبيلتي الأسلم وزوبع الشمريتين- وبينه، فتمكنوا من الإطاحة بالأمير بهيج وطرده من الجبل، فصارت الزعامة لهم، إلا أنهم لم يتمكنوا من تأسيس حكما حضرياً، وبقيت المجموعات المنتصرة تحكم بشكل قبائل بدو، حتى وصول آل علي إلى سدة الحكم. ففي حوالي سنة 905هـ/1500م وصل الأمير علي بن عطية الملقب بعلي الكبير لزعامة عشيرة عبدة بالوراثة حيث أنه من بيت الإمارة في الضياغم، فتمكن من تأسيس حكم حضري في جبل شمر في مدينة حائل، وتوالى على حكم تلك الإمارة أكثر من 13 أميراً بدءاً من "علي بن عطية" وانتهاءً بعيسى بن عبيد الله آل علي، ولكن المعلومات عن إمارة آل علي شحيحة وتكاد تنحصر في ذكر أسماء بعض الزعماء الذين تولوا الإمارة فقط، خاصة في الفترة التي سبقت حكم الأمير «عبد المحسن بن فايز آل علي» أي خلال القرن 12 هـ/القرن 18م الذي شهد توسع وتمدد الدولة السعودية الأولى في منطقة نجد.

## حكام إمارة آل علي
عدد الحكام ثلاث عشر أميراً منذ تأسيسها وحتى سقوطها على يد أبناء عمومتهم آل الرشيد والحكام على الترتيب هم :
1. علي الأول 905-935 هـ 1489-1519م
2. صالح بن علي
3. عبد المحسن بن صالح
4. مهنا بن حسين بن صالح
5. علي بن عبد المحسن
6. عيسى بن علي بن صالح
7. محمد بن عيسى بن صالح
8. فايز بن محمد
9. عبدا لمحسن بن فايز
10. محمد بن عيسى بن فايز
11. محمد بن عبد المحسن
12. صالح بن عبد المحسن
13. عيسى بن عبيدالله

ولكن كانت الإمارة بين مد وجزر، ولم تستقر الأمور فيها إلا لبضعة أمراء برزوا.

## الأمراء المشهورين من آل علي
- الأمير علي الكبير بن عطية آل جعفر (مؤسس أول حكم حضري مركزي في حائل)
- الأمير محمد بن عيسى آل علي (حاكم شمال نجد)
- الأمير محمد بن عبد المحسن آل علي (التحالف مع السعوديين)
- الأمير صالح بن عبد المحسن آل علي (نهاية حكم آل علي)
- الأمير عيسى بن عبيد الله آل علي (استرداد الإمارة)
- الأمير حسين آل علي (أمير البادية)
- الأمير حسين آل علي (أمير العراق)

## علي الكبير بن عطية آل جعفر
هو الأمير علي بن عطية بن خضير بن جعفر الضيغمي زعيم عشيرة عبدة من قبيلة شمر، وصل لزعامة عشيرته في عام 905 هـ، وقد وصلته الزعامة بالوراثة، فهو من بيت الإمارة في الضياغم.
وقد تميز الأمير علي بن عطية عن أسلافه أنه استطاع تأسيس حكم حضري في أماكن سيطرته، والانتقال من حكم المشيخة البدوي إلى حكم الإمارة وكان عمله نواة لتأسيس إمارة دولة شُمّر فيما بعد.
سُمّي الأمير علي بن عطية بـ علي الكبير وإليه تعود الأسرتان الحاكمتان (آل علي وآل رشيد) .

## محمد بن عيسى آل علي
إن إمارة آل علي كانت قد مرَ على تأسيسها عشرات السنوات قبل وصول مقاليد الحكم إلى الأمير محمد بن عيسى بن صالح آل علي إلا أن إمارة آل علي لم تكن قد تبلورت ولم تأخذ الحجم المناسب في ما مضى حيث أصبح يعتبر محمد بن عيسى آل علي الباني الحقيقي لإمارة آل على الذي سُميَ بالأشمل لشمول سلطته كامل جبل شمر وشمال نجد حيث لم يسبقه إلى هذا أحد من أسلافه، ولا يُعرف شيء عن تاريخ مولده أو وفاته بالضبط، غير أنه عُمّر لأكثر من مئة سنة.
ويرد ذكر محمد بن عيسى آل علي في معظم الأشعار العامية التي تؤرخ لتلك الفترة التي عاش فيها، واشتهر بحفاوته بالشعراء والمادحين فسطرت به قصائد مطولة تمتدح كرمه ونبله. واكتسب ألقاباً شعبية أشهرها (أخو خنسا) وهو الأمير البارز بوقته عرفه السكان في حائل وكان يطبق التشريع الإسلامي آن ذاك في جميع ما يتعلق في الأشياء الخاصة والعامة بين الناس وما يحدث لهم من خصومات، كما توجد الوثائق التي تثبت ذلك محفوظة إلى عهد قريب.

## الأمير محمد بن عبد المحسن آل علي
وهو حفيد محمد بن عيسى بن صالح آل علي باني إمارة آل علي. والملقب ب(السمن العرابي) ويعتبر ثاني أشهر أمراء الأسرة الحاكمة على الرغم من وجدو ثلاثة عشر أميراً إلا أن حقبته اتسمت بتغيير جذري لإمارة الشمال حيث قام الأمير محمد بن عبد المحسن بالتحالف مع الدولة السعودية الأولى ووحّد الصفوف عقائديا وسُمّيت حائل بلادا" تابعة للمذهب الجديد الذي كانت تدعو له القوات السعودية، وأطلق على الأمير محمد لقب أمير المسلمين، وذاعت شهرته بعد غزوة قام بها على الجوف المعروف سابقًا بدومة الجندل. ولكن الأمور لم تستمر على حالها حيث توجهت الحملة المصرية العثمانية بقيادة إبراهيم محمد علي باشا إلى الدرعية عام 1818، فدمرتها وأنهت حكم آل سعود فيها وبهذا انتهت الدولة السعودية الأولى. ولكن أمير المسلمين محمد بن عبد المحسن آل علي استمر في دعوته وحيدا وتم اغتياله لتحالفه مع السعوديين أثناء الحملة، فاغتيل في مقصورة الداحس وسط حائل وقد دُفن جثمانه في مقبرة الزبارة في حائل أما رأسه فقد أرسل إلى مقر الدولة العثمانية في إسطنبول بتركيا، وقد كتب على نصب قبره (محمد بن علي أمير المسلمين وأسكنه دار السلم والسلام)

## الأمير صالح بن عبد المحسن آل علي
بعد إعدام أخيه محمد، تولى صالح الحكم في حائل عام 1818، وبعد عامين ظهرت أول حركة معارضة ضد حكم آل علي في حائل، وقاد الحركة كل من عبد الله العلي الرشيد وأخوه عبيد العلي الرشيد، وكان من جملة ما يطالب به المعارضون : حماية حائل من غارات بادية قبيلة عنزة المستمرة عليها، وهو العنصر الذي اتخذه عبد الله الرشيد أساساً لمعارضته لحكم آل علي. حيث أن المبدأ العام لحكم العلي هو مبدأ شرعي حتى قبل قيام الدولة السعودية الأولى.حيثُ ذكر يقول أحمد عبد الغفور في كتابه (صقر الجزيرة) صفحة 167 (قبل الدولة السعودية كان أهل القصيم يدفعون الزكاة إلى أمير جبل شُمّر على عهد الأمير محمد بن عيسى بن علي آل علي)
. هذا الكلام بحاجة لتوثيق
وفي أواخر عام 1820 تصاعدت حدة الخلاف بين الحاكم صالح العبد المحسن وبين معارضيه أبناء الرشيد، فأصدر قراراً باعتقالهم إلا أنهم فرّوا إلى العراق، التي كان لقبيلة شمر نفوذ فيها.
هرب عبد الله وعبيد الرشيد إلى العراق - ومن المفارقات أن زوجة عبد الله بن رشيد آنذاك هي نورة بنت عبد المحسن آل علي، أخت الحاكم، وقد رفضت كل دعوات أخيها بالبقاء وفضّلت أن تكون إلى جوار زوجها، فسافرت معه إلى بغداد  - وظلوا في العراق حتى عام 1834. ففي ذلك العام استنجد فيصل بن تركي بن عبد الله آل سعود بعبد الله العلي الرشيد من أجل استرداد حكم أبيه الذي اغتيل في الرياض، (وكان السعوديون قد أعادو تأسيس إمارتهم الثانية). وجد عبد الله بن رشيد الفرصة ليعود إلى نجد، فأجاب فيصل بن تركي وأعاد له حكم والده، وهنا أصبح عبد الله بن رشيد قوياً أمام منافسه في حائل صالح آل علي، فعاد عبد الله بن رشيد إلى حائل، ونفذ انقلابا أبيضا ضد آل علي ونفى صالح العبد المحسن إلى المدينة المنورة، وذلك في عام 1834 م.
حاول صالح مراراً أن يعود إلى حائل ورتّب اتفاقا مع أحد القادة العثمانيين، غير أنه قُتل مع أتباعه على يد عبيد العلي الرشيد قبل أن يدخلوا حائل. من سلالة العائلة صالح آل علي وأبنائه .

## الأمير عيسى بن عبيد الله آل علي
في عام 1836 (1252 هـ)، أرسل محمد علي باشا جيشاً بقيادة ابنه إسماعيل بك ومعه خالد بن سعود، الذي أراد محمد علي باشا تعيينه أميراً على الدرعية بعد أن قتل آخر زعمائها في حملته عليها عام 1818. وعندما وصل الجيش إلى المدينة المنورة قادماً من مصر، استطاع عيسى آل علي، الحصول على تأييد إسماعيل بك قائد الجيش، وبالتالي الحصول على فرقة عسكرية عثمانية تساعده في انتزاع حكم أجداده من آل رشيد في حائل. وتم له ذلك واستطاع دخول حائل بعد أن انسحب عنها عبد الله بن رشيد نحو مدينة جبة شمال حائل، وكان ذلك في أبريل 1837. غير أن سيطرته على حائل لم تمتد طويلا إذ سرعان ما عاد عبد الله بن رشيد وانتزع الحكم من عيسى بعد عدة أشهر، وكان آخر مناضل لاسترداد حكم آل علي والأمير عيسى لا يوجد لة أخوان وله أخت واحدة فقط وهي الأميرة هدلاء العبيد الله آل علي الذي تزوجها
الأمير عبيد بن علي آل رشيد وأنجب منها وثم طلّقها وتزوجت الشيخ زامل السبهان وأنجب الشيخة فاطمة الزامل السبهان ويقول
الأمير عبيد :
ليلي طويل وليل زامل قصير.. هاذي تدابير الولي يابن سبهان .
وجميع سلالة الأمير عيسى بن عبيدالله بن فايز بن محمد بن عيسى آل علي آخر حكام أسرة آل علي متواجدين في مدينة حائل وهم أبناء الأمير ممدوح بن سليمان بن عيسى آل علي .

## الأمير حسين آل علي (أمير البادية)
حسين آل علي أمير البادية وأبنائه راشد وحمد وعقيل.
وآل علي انقسموا في عهد الأمير محمد بن عيسى آل علي (أحد حكام حائل) إلى حاضرة وبادية ومعهم آل جعفر بعد قصة الوطيفي الشهيرة ولذرية حسين ذكر في كتب عدة ككتاب أصول الخيل العربية لعباس باشا وجاء فيه ذكر لحمد بن حسين آل علي وإبنه صحن بن حمد آل علي
وفي كتاب من شيم العرب لفهد المارك ورد ذكر صحن بن حمد آل علي وعزمه القتال ضد ابن رشيد انتقاما لإبن عمه صالح بن عبد المحسن آل علي ومن قتل من آل علي في نزاع الحكم مع أبناء عمومتهم الرشيد
وفي كتاب بدو الفرات ذكرت الليدي آن بلنت راشد بن شلاش آل علي وذكرت أنه من أسرة آل علي التي كانت تحكم حائل قبل تولي ابن رشيد بل أنها ذكرت حتى أوصافه وكذلك ذكرته في كتابها رحلة إلى بلاد نجد وذكرت كونه من أسرة آل علي الحاكمة لحائل قبل الرشيد
الأمير حسين من سلالة الأمير محمد بن عيسى آل علي (السمن العرابي، ال-شمل، أخو خنساء) .
وارتبطت مشيخة بادية شُمر بسلالة الأمير حسين إلى يومنا هذا في ضل حكومة خادم الحرمين الشريفين الملك عبد الله بن عبد العزيز.
فأسرة آل علي الكرام كانت الأسرة الوحيدة التي جمعت بين الحكم ومشيخة القبيلة بين جميع أُسر قبيلة شُمر .